# Liste der Microsoft-Office-Dateinamenserweiterungen
Diese Liste führt alle Microsoft-Office-Dateinamenserweiterungen der Microsoft Office-Software auf (Stand: Januar 2017).

## Word
Legacy/Veraltet
„Legacy“-Formate sind Dateiformate, die ein veraltetes binäres Formatierungssystem von Microsoft Word nutzen. Dieses wurde mit dem Release von Microsoft Office 2007 eingestellt. Diese Formate lassen sich noch immer abspeichern und öffnen, werden aber nicht mehr offiziell unterstützt und bergen Risiken und Sicherheitslücken. Legacy-Formate und ihre Erweiterungen sind:
- .doc – Legacy Word-Dokument; offiziell „Microsoft Word 97-2003-Dokument“ genannt
- .dot – Legacy Word-Vorlage; offiziell „Microsoft Word 97-2003-Vorlage“ genannt
- .wbk – Legacy Word-Dokumentenbackup; offiziell „Microsoft Word Backup Dokument“ genannt

OOXML
Das Office Open XML (OOXML) Format wurde mit Microsoft Office 2007 eingeführt und wurde zum Standardformat für Microsoft Word. Die Erweiterungen sind:
- .docx – Word-Document
- .docm – Word-Dokument mit Makros;  ermöglicht es mit dem Dokument Makros und Skripte abzuspeichern
- .dotx – Word-Vorlage
- .dotm – Word Vorlage mit Makros; ermöglicht es mit der Vorlage Makros und Skripte abzuspeichern
- .docb – Binäres Word-Dokument; eingeführt mit Microsoft Office 2007

## Excel
Legacy/Veraltet
„Legacy“-Formate sind Dateiformate, die ein veraltetes binäres Formatierungssystem von Microsoft Excel nutzen. Dieses wurde mit dem Release von Microsoft Office 2007 eingestellt. Diese Formate lassen sich noch immer abspeichern und öffnen, werden aber nicht mehr offiziell unterstützt und bergen Risiken und Sicherheitslücken. Legacy-Formate und ihre Erweiterungen sind:
- .xls – Legacy Excel-Arbeitsmappe; offiziell „Microsoft Excel 97-2003-Arbeitsmappe“ genannt
- .xlt – Legacy Excel-Vorlage; offiziell „Microsoft Excel 97-2003-Vorlage“ genannt
- .xlm – Legacy Excel-Makrodatei

OOXML
Das Office Open XML (OOXML) Format wurde mit Microsoft Office 2007 eingeführt und wurde zum Standardformat für Microsoft Excel. Die Erweiterungen sind:
- .xlsx – Excel-Arbeitsmappe
- .xlsm – Excel-Arbeitsmappe mit Makros; ermöglicht es mit dem Dokument Makros und Skripte abzuspeichern
- .xltx – Excel-Vorlage
- .xltm – Exce-Vorlage mit Makros; ermöglicht es mit dem Dokument Makros und Skripte abzuspeichern

Andere Formate
Microsoft Excel nutzt auch eigene Dateiformate, die nicht Teil von OOXML. Diese sind:
- .xlsb – Binäre Excel-Arbeitsmappe
- .xla  – Excel Add-In; kann Makros enthalten
- .xlam – Excel Add-In mit Makros
- .xll  – Excel XLL Add-In; Eine Art Add-In basierend auf DLL[1]
- .xlw  – Excel-Arbeitsbereich; ehemalig bekannt als „Workbook“

## Outlook
Generell
- .msg – Outlook-Nachrichtenformat; Eine E-Mail als Datei abspeichern, lässt mehrere Zeichenformate zu (z. B. Unicode)
- .oft – Outlook-Vorlage
- .ost – Outlook-Offlinedatendatei; speichert Daten aus dem Postfach, für die Nutzung von Outlook ohne Internetverbindung
- .pst – Outlook-Postfachdatei;

## PowerPoint
Legacy/Veraltet
- .ppt – Legacy PowerPoint-Präsentation; offiziell „Microsoft PowerPoint 97-2003-Präsentation“ genannt
- .pot – Legacy PowerPoint-Vorlage; offiziell „Microsoft PowerPoint 97-2003-Vorlage“ genannt
- .pps – Legacy PowerPoint-Bildschirmpräsentation; offiziell „Microsoft PowerPoint 97-2003-Bildschirmpräsentation“ genannt
- .ppa  Legacy PowerPoint-Add-in; offiziell „Microsoft PowerPoint 97-2003-Add-In“ genannt

OOXML
- .pptx – PowerPoint-Präsentation
- .pptm – PowerPoint-Präsentation mit Makros
- .potx – PowerPoint-Vorlage
- .potm – PowerPoint-Vorlage mit Makros
- .ppam – PowerPoint-Add-In
- .ppsx – PowerPoint-Bildschirmpräsentation
- .ppsm – PowerPoint-Bildschirmpräsentation mit Makros
- .sldx – PowerPoint-Folie
- .sldm – PowerPoint-Folie mit Makros

## Access
Microsoft Access 2007 führte neue Dateinamenserweiterungen ein:
- ACCDB – Die Dateinamenserweiterungen für das neue Office-Access-2007-Dateiformat. Diese ersetzt MDB.
- ACCDE – Die Dateinamenserweiterungen für Office-Access-2007-Dateien im „Execute-Only“ (Nur ausführen, nicht bearbeiten). ACCDE-Dateien haben Visual Basic for Applications (VBA) Quellcode. Diese ersetzt MDE.
- ACCDT – Die Dateinamenserweiterungen für Access-Datenbanken-Vorlagen.
- ACCDR – Die Dateinamenserweiterungen, die es ermöglicht, eine Datenbank während der Laufzeit zu öffnen/auszuführen.

## OneNote
- .one – OneNote Export-Datei

## Andere

### Publisher
- .pub – Microsoft Publisher Publikation

XPS Dokument
- .xps – XML-basiertes Dokumentenformat, das von Druckern (ab Windows Vista) und zum preservieren von Dokumenten genutzt wird.